# مونتيكاتيني فال دي سيسينا
مونتيكاتيني فال دي تشيتشينا هي بلدة تلالية صغيرة وبلدية تقع في مقاطعة بيزا ضمن إقليم توسكانا وسط إيطاليا. تقع على بعد حوالي 60 كيلومترًا جنوب بيزا، وتطل على وادي تشيتشينا من أعلى تل بوجو لا كروتشه، وتواجه مدينة فولتيرا التي تبعد عنها نحو 15 كيلومترًا فقط.
شهدت البلدة ازدهارًا نسبيًا في العصور الوسطى بفضل الزراعة المحلية ومناجم النحاس القديمة. وكحال العديد من البلدات التوسكانية المبنية على التلال، فقد ساعد غياب التنمية الاقتصادية الحديثة في الحفاظ على طابعها القروسطي. أما اليوم، فتشهد البلدة انتعاشًا بسيطًا في اقتصادها من خلال السياحة، وإن كان على نطاق محدود.

## الاقتصاد

### المناجم
منذ العصر الإتروسكي، ارتبطت بلدة مونتيكاتيني فال دي تشيتشينا ارتباطًا وثيقًا بمنجم النحاس الذي بقي نشطًا حتى عام 1907، وقد تحول الآن إلى متحف. وقد حملت البلدة اسمًا لأحد أكبر شركات التعدين في أوروبا خلال بدايات القرن العشرين، وهي شركة مونتيكاتيني - الجمعية العامة للصناعة التعدينية والكيميائية (بالإيطالية: Montecatini - Società Generale per l'Industria Mineraria e Chimica), والتي اندمجت لاحقًا في شركة مونتيديسون. كما توجد في المنطقة موارد تحت الأرض أخرى، مثل: الملح، الجبس، الكالسيدونيا، الليغنيت، والطاقة الحرارية الأرضية.

## التاريخ
استوطن الإتروسكيون أولًا المنطقة، وكانوا يسكنون المدينة المجاورة فولتيرا. ثم استخدمها الرومان كنقطة مراقبة تطل على طريق روماني نشط. وقد بُني القصر والبرج اللذان يهيمنان على البلدة في العصور الوسطى بواسطة فيليبو بيلفورتي، الذي حكمت عائلته المنطقة لحوالي قرن من الزمان. بحلول القرن الحادي عشر، أصبحت مونتيكاتيني فال دي تشيتشينا تتبع أبرشيًّا لغابريتو القريبة، وفي عام 1351 أصبحت تحت حكم أسقف فولتيرا، ثم ضُمّت في عام 1452 إلى جمهورية فلورنسا، والتي أصبحت لاحقًا دوقية توسكانا الكبرى، وبقيت ضمنها حتى توحيد إيطاليا سنة 1861.

## المعالم الرئيسية
تقع البلدة داخل أسوار دفاعية تتخللها أبراج أسطوانية على الأطراف، وتنتظم مبانيها القروسطية في أزقة ضيقة وساحات صغيرة. وتُعد برج بيلفورتي من أبرز معالمها.
من المعالم الأخرى قصر بريتوريو، الذي يتميز برواق أنيق مغطى بسقف مقبب متقاطع يستند إلى ستة أعمدة أيونية، بالإضافة إلى كنيسة سان بياجيو ذات الطراز الرومانسكي القوطي، والتي شُيّدت خلال القرن الرابع عشر، وتتميز ببساطتها وبباب رئيسي يواجه شارعًا جانبيًا، ومقسمة إلى صحن مركزي وممرين جانبيين.
بالقرب من البلدة توجد قرية كورشيتو، التي تضم كنيسة أبرشية رومانية هي سان جوفاني.
كما توجد برج محصّن على تلة تطل على الريف الممتد نحو فولتيرا والبحر التيراني في قرية لا ساسا. وبين قريتي كازاليا وجيلو، يقع منجم النحاس القديم.

## وصلات خارجية
- الموقع الرسمي